# Holdenius
Holdenius es un género extinto de pez arthrodiro placodermo que vivió durante el Devónico Tardío.

## Descripción
Holdenius era un gran artrodiro, alcanzando longitudes de alrededor 3 m (9,8 pies) m (9.8). Este placodermo se conoce sólo de huesos de una mandíbula aislada, y poco se sabe excepto que es relativamente morfológicamente similar a su pariente más conocido: Dunkleosteus, con quién comparte una gama espacial y temporal.
Como otros dunkleosteidae, Holdenius era un animal indudablemente piscívoro que usaba sus placas bucales para coger y fragmentar a sus presas. Un espécimen articulado de este placodermo del Devónico Superior DCleveland Shale estuvo preservado adyacente a los restos de su presa; un Ctenacanth condrictio, el cual había sido mordido por la mitad. Considerando su presa era sobre medio su medida,  pueda ser inferido que Holdenius era un excepcional y agresivo depredador nectonico. Una espina dorsal anterior del ctenacanto era fundar alojado en el paladar y extendiendo al cráneo del Holdenius, probablemente matándolo instantáneamente.